# Pseudotaphoxenus dauricus
Pseudotaphoxenus dauricus is een keversoort uit de familie van de loopkevers (Carabidae). De wetenschappelijke naam van de soort is voor het eerst geldig gepubliceerd in 1823 door Fischer von Waldheim.